# Sofia Talvik
Sofia Karolina Talvik, född 24 november 1978 i Göteborg och uppväxt på Orust, är en svensk musiker, sångerska och singer/songwriter. Hennes farfar var den estlandsfödde konstnären Hermann Talvik. Sofia Talvik driver sitt eget skivbolag Makaki Music.

## Musikkarriär
Sofia Talvik uppmärksammades av P3 Demo (Sveriges Radio) för sin låt "Ghosts" och bokades 2002 av Hultsfredsfestivalen att spela på en av deras områdesscener.
Talvik debuterade med albumet Blue Moon 2005 tillsammans med kompbandet The Tallboys. Skivan kom till i en källarstudio på Kungsholmen i Stockholm, som vid den tiden hyrdes av producenten Cecile Grudet. Blue Moon skrevs och producerades av Talvik själv. Albumet gavs ut på Starboy Recordings som drevs av Hansi Friberg, manager för bland andra Brainpool. Talvik bokades efter släppet till Hultsfredsfestivalen och agerade även support till Maria McKee och Laura Cantrell.
På den första singeln "It's Just Love" från Street of Dreams 2007, medverkar Bernard Butler, ursprungsmedlem och gitarrist i brittiska Suede och senare i flera andra konstellationer. På samlingsskivan Jeans & Summer bidrog Talvik med låten "Tonight". Sofia Talviks album Street of Dreams 2007, ges även ut i en gratis remixad version vid namn Street of Dreamix som finns att ladda ner från hennes officiella webbplats.
Sofia Talviks tredje album Jonestown, som är producerat av Tobias Fröberg, släpptes den 27 augusti 2008. Albumet har fått sitt namn från det ökända massmordet av sekten Peoples Temple som leddes av pastor Jim Jones. Det mottogs mycket väl i USA och ledde till att Sofia Talvik blev bokad som första svenska kvinnliga artist någonsin att spela på den största amerikanska festivalen Lollapalooza i Chicago den 1 augusti 2008.
Julen 2008 medverkade Talvik i MQ:s kampanj Give a Little Bit tillsammans med ett flertal andra kända artister. Sedan 2008 har hon gjort det som tradition att varje år släppa en gratis jullåt till sina fans.
Talvik inledde 2009 ett samarbete med det amerikanska skivbolaget Worldsound. Worldsound upptäckte henne under den stora musikmässan South by Southwest i Austin i Texas. Worldsound släppte Jonestown i USA, Kanada och Japan den 25 september 2009. Sofia Talvik har gjort flera turnéer i USA de senaste åren och spelat på CMJ i New York och har två år i rad blivit inbjuden att spela på musikmässan South by Southwest.
Julen 2009 släppte Talvik låten "Snowy White River" för gratis nedladdning. Intäkterna från noterna gick oavkortat till Musiklärare utan gränser.
2010 Släppte Sofia Talvik sitt fjärde album, Florida. En helt akustisk version släpptes också av albumet, där Talvik spelar ensam på gitarr och piano. Albumet heter Florida Acoustic och släpptes enbart digitalt.
Sofia Talvik har sedan starten av sin karriär arbetat mycket med digital marknadsföring och sociala medier. I september 2009 släppte Talvik en egen Iphone-applikation. Hon har även varit krönikör för tidningen Metro.
Inför riksdagsvalet 2010 framförde Talvik Moderaternas vallåt Flyter med Wille Crafoord och Mange Schmidt.
Under 2011 släpptes fyra digitala EP-skivor under projektnamnet L.O.V.E, där varje skiva följdes upp av en cover-EP gjorda av fyra hårdrocksband. Hårdrocksprojektet heter H.A.T.E. De medverkande hårdocksbanden var Ball of Mayhem, UK, G.A.I.N, Badmouth och Akribi.
Talvik släppte inför julen 2011 låten "Winter Canon" i samarbete med välgörenhetsorganisationen ActionAid.
31 januari 2012 släpptes Talviks femte album The Owls Are Not What They Seem. Pontus Borg sjunger med Talvik på duetten "7 Miles Wide" och Martin Hederos spelar piano på låten "Nothing Quite So Gentle". I en recension i GP  beskrivs "7 Miles Wide" som en låt med samma pontential till framgång som Lars Winnerbäcks "Om du lämnade mig nu". Samma låt blev också framröstad till veckans låt i P4-programmet Musikplats Stockholm 10/2 2012. Albumet är producerat av Talvik själv.
Talvik turnerade i USA i en husbil i 16 månader 2011–2013. Under turnén spelade hon på The Folk Alliance International Conference i Memphis i Tennessee och SXSW i Austin i Texas under 2012.
14 april 2015 släppte Sofia Talvik fullängdsalbumet Big Sky Country som fick fyra av fem fyrar i Göteborgsposten. Hon blev även omnämnd på amerikanska musikbloggen PopDose som "The forefront of the American Vanguard" och som "The vanguard poet of our time" i Amerikanska RUST Magazine. Den engelska tidningen The Telegraph utsåg albumet till ett av de bästa countryalbumen under 2016. Albumet distribueras i Canada och USA av ILS group, ett underbolag till Universal/Caroline.
2017 släppte hon jul-albumet When Winter Comes, vilket nådde nummer 5 på Folk Radio Charts i USA i december samma år.
2019 släpptes Paws of a Bear som blev omskrivet av bl.a. Billboard. Under pandemin 2020 släppte Sofia Talvik en akustisk version av albumet, Paws of a Bear Unplugged, vilket inkluderade två bonusspår. 2022 skrev Talvik en låt om kvinnors rättigheter efter att högsta domstolen i USA upphävde Roe v Wade. Låten, Too Many Churches, nådde en delad tredjeplats på Folk Radio Charts i USA i september samma år.
2023 släppte hon albumet Center of the Universe vilket nådde nummer 14 på Folk radio charts i USA, med singeln Circle of Destruction på plats 9. Albumet fick mycket uppmärksamhet och blev antaget till den första omgången i nomineringsprocessen av Amerikanska Grammys för bästa folk-album.

## Diskografi

### Album
- 2005 - Blue Moon
- 2007 - Street of Dreams
- 2007 - Street of Dreamix
- 2008 - Jonestown
- 2010 - Florida
- 2010 - Florida Acoustic
- 2011 - L - Part One of L.O.V.E
- 2011 - O - Part Two of L.O.V.E
- 2011 - V - Part Three of L.O.V.E
- 2011 - E - Part Four of L.O.V.E
- 2012 - The Owls Are Not What They Seem (album)
- 2013 - Drivin' & Dreaming Live
- 2014 - FOLK (EP)
- 2015 - Big Sky Country (album)
- 2016 - Acoustic
- 2017 When Winter Comes
- 2019 Paws of a Bear
- 2020 Paws of a Bear Unplugged
- 2023 Center of the Universe

### Singlar
- 2005 - Stop
- 2005 - Ghosts
- 2007 - It's Just Love
- 2008 - As summers pass
- 2008 - My James Dean
- 2008 - A Caroll for the Lonely
- 2009 - Snowy White River
- 2010 - Santa (will you bring me someone else this year)
- 2011 - Winter Canon
- 2012 - One Last Wish For Christmas
- 2013 - A Berlin Christmas Tale
- 2014 - A Long Way Home
- 2015 - Cold Cold Feet
- 2016 - Clothe yourself for the winter
- 2016 - When it Rains on Christmas Day
- 2018 - Poem at Years End
- 2019 - Christmas Train
- 2020 - This Mess We're in
- 2021 - A Memory of Snow
- 2022 - Too Many Churches
- 2022 - Snowman
- 2023 - Circle of Destruction